# 月形鷦窠
月形 鷦窠（つきがた しょうか、宝暦7年（1757年）- 天保13年12月6日（1843年1月6日））は江戸時代中期-後期の儒学者、漢学者、教育者。名は質（すなお）、勝孟、勝文、潤。字（あざな）は君璞。通称は六次、市平、七助。号は鷦窠、南埠。月形深蔵（漪嵐）、健助の父。

## 経歴
福岡藩藩士月形有禧の子として筑前国に生まれる。真藤峨眉、竹田定良（梅廬）に師事。
天明元年（1781年）家督を相続。天明4年（1784年）藩校修猷館の指南加勢となる。天明6年（1786年）儒者方に転じる。寛政7年（1795年）京都に行き、西依成斎、若槻幾斎、鈴木潤斎らに学ぶ。
享和元年（1801年）納戸組となり、その後、奥頭取、江戸詰方、侍講などをつとめた。一時秋月藩の藩校稽古館で講じている。文政2年隠居。
著作に『山園雑興』などがある。